# Булава (спортивный снаряд)

Пиктограмма булав

Була́вы (Juggling clubs/pins) — предмет в художественной гимнастике. Разрешаются только выступления с двумя булавами. В групповых упражнениях у каждой гимнастки может быть только одна пара булав.
- Булавы изготавливаются из пластика или каучука (ранее гимнастки пользовались деревянными). В последнее время разрешено использовать булавы с бархатными ручками (чтобы они не выскальзывали из рук).
- Длина булавы составляет 400-500 мм., может быть разной в зависимости от личных данных спортсменок, средний показатель 520 мм[1].
- Вес каждой булавы 150 гр[1].
- Булавы могут быть однотонными или раскрашенными в произвольные цвета. Современные гимнастки часто декорируют булавы специальным цветным скотчем для красоты (чаще всего раскрашивают под цвет купальника)[2].

В упражнениях с булавами, согласно правилам Международной федерации гимнастики, преобладают равновесия. Основные элементы, выполняемые булавами — круги (большие и малые), мельницы, жонглирование, вертушки и броски.

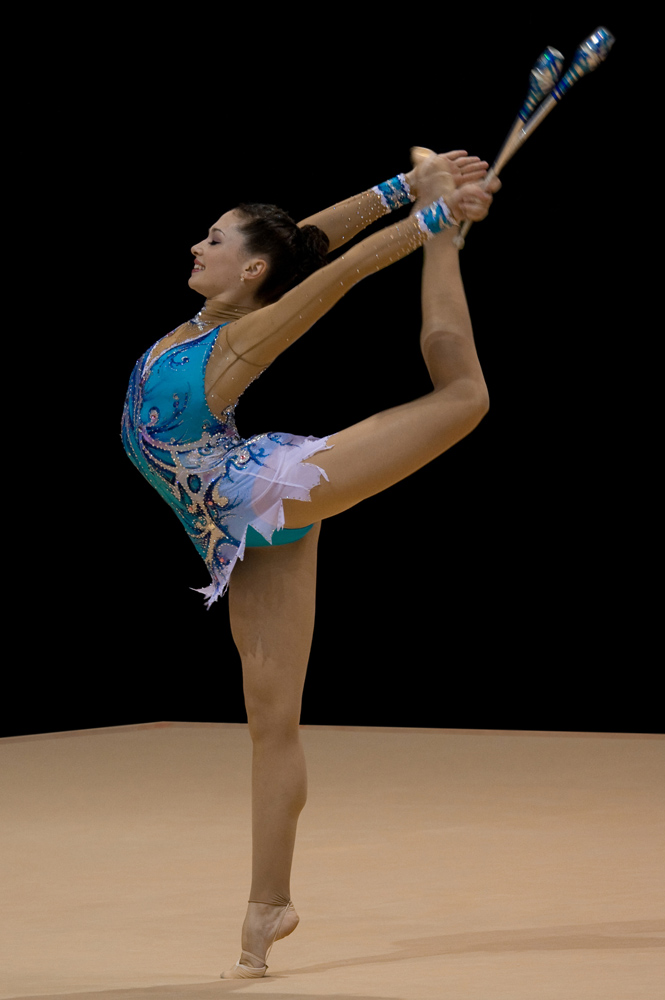
Ирина Ризенсон с булавами, 2008
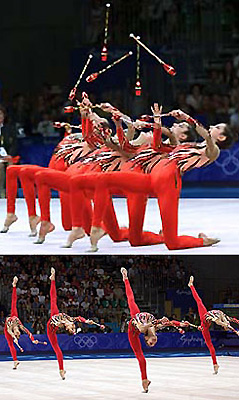
Группа гимнасток с булавами, 2000
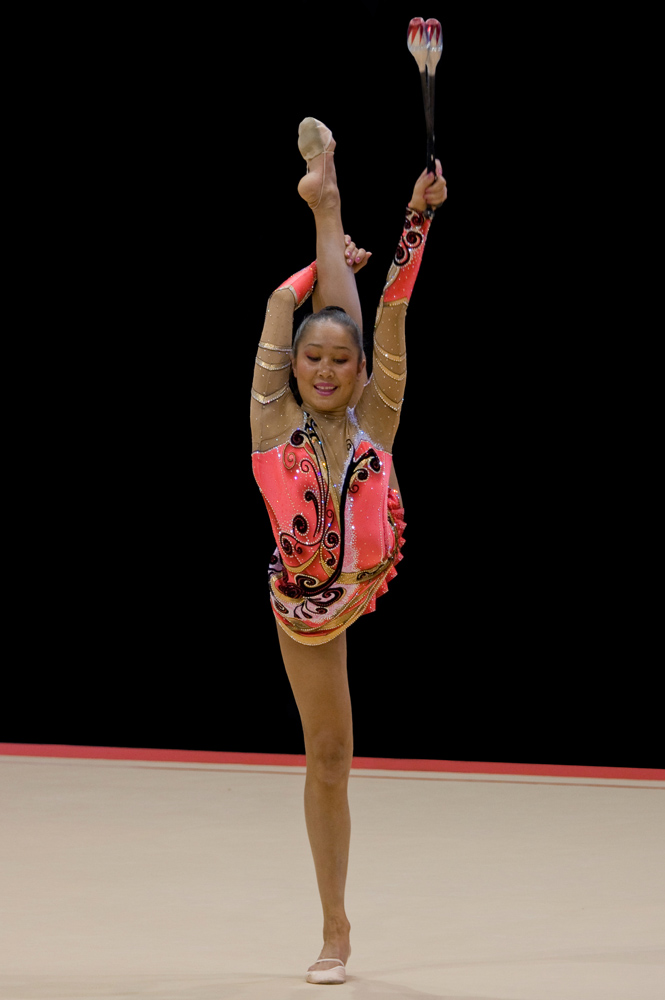
Алия Гараева с булавами, 2008
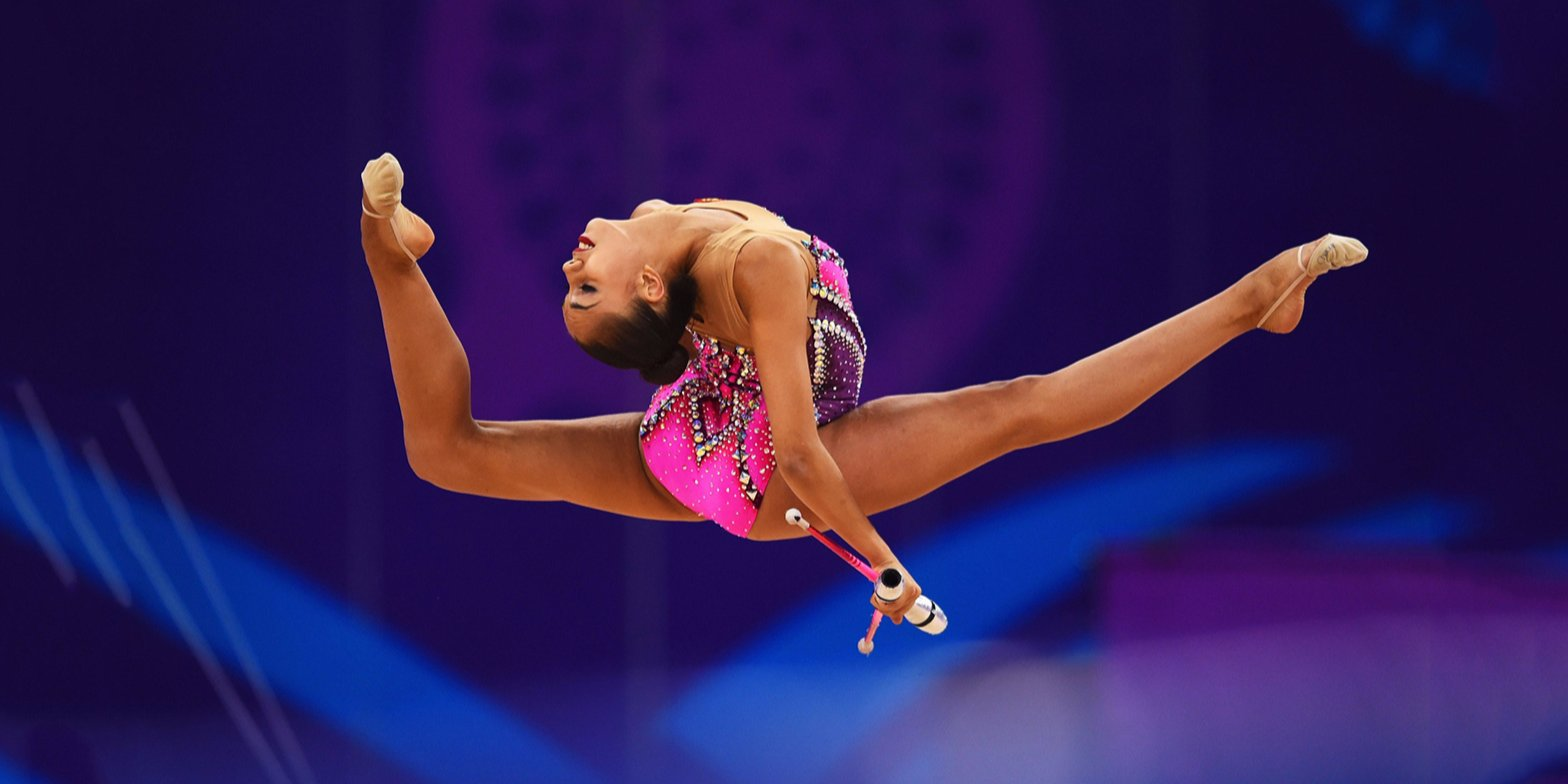
Маргарита Мамун с булавами, 2015